# Archibald Theodoor Bogaardt
Archibald Theodoor (Archibald) Bogaardt (Buitenzorg, 22 oktober 1908 – Den Haag, 24 november 1983) was een Nederlands bestuurder. Hij was burgemeester van Batavia (Nederlands-Indië), lid van de KVP en 21 jaar burgemeester van het Zuid-Hollandse Rijswijk.

## Biografie
Bogaardt groeide op in Nederlands-Indië, als zoon van Frans Charles Bogaardt, telegraaf-controleur bij de Indische Staatsspoorwegen, en Wilhelmina van Bronckhorst.
Hij volgde de hbs en deed op 26-jarige leeftijd doctoraal examen letteren en wijsbegeerte in Leiden. Hierna werd hij ambtenaar in Nederlands-Indië, eerst als adjunctreferendaris en vanaf 1936 als referendaris aan het departement van financiën. In Batavia (Nederlands-Indië) werd hij in 1938 raadslid en wethouder van sociale zaken, in 1939 locoburgemeester en in 1941 (als 33-jarige) waarnemend burgemeester. Tijdens de Japanse bezetting (1942-1945) zat hij in gevangenschap.
Na de bevrijding van Nederlands-Indië werd Bogaardt burgemeester van Batavia (het latere Djakarta). In 1947 werd Bogaardt benoemd tot directeur sociale zaken in Batavia en een jaar later secretaris van staat. Ook was hij tijdelijk hoofd van de departementen van Onderwijs, Kunsten en Wetenschappen en Volksgezondheid. Als lid van de Nederlandse delegatie was hij betrokken bij de onderhandelingen met Soekarno. Als leider van de Nederlands-Indische delegatie voerde hij overleg met de Nederlandse regering. In 1950 leidde hij de Nederlandse delegatie naar de conferentie van Bandung.
Na de soevereiniteitsoverdracht, eind 1949, vertrok Bogaardt naar Nederland. Hij werd door Commissaris van de Koningin van Zuid-Holland Kesper in 1950 tot tijdelijk burgemeester van Rijswijk benoemd. Op 1 oktober 1952 volgde zijn definitieve benoeming.
In Rijswijk stond Bogaardt bekend als 'Bouwburgemeester'. De gemeente maakte een stormachtige ontwikkeling door in zijn ambtsperiode: Den Haag wilde Rijswijk annexeren omdat het bouwlocaties nodig had. Bogaardt ontwikkelde bouwplannen en had in korte tijd meer nieuwe woningen in aanbouw dan Den Haag. De annexatie ging daardoor niet door. Nieuwe wijken werden aangelegd (in 21 jaar ruim vijftienduizend woningen, waardoor het inwonertal verdubbelde), er werden scholen gebouwd, er kwamen nieuwe verbindingswegen met Den Haag (Burg. Elsenlaan, Schaapweg, Prinses Beatrixlaan), er kwam een sportpark 'Prinses Irene' en het industrieterrein  Plaspoelpolder werd ontwikkeld. Mijlpalen waren de bouw van het moderne winkelcentrum 'In de Bogaard' en de komst van het Ministerie van Cultuur, Recreatie en Maatschappelijk Werk. Lange tijd werkte Bogaardt samen met gemeentesecretaris Henk Beernink, CHU-Tweede Kamerlid en later minister van Binnenlandse Zaken.
Bogaardt was gehuwd en had twee zonen. Op 1 november 1973 werd hem eervol ontslag verleend.

## Onderscheidingen
- Ridder in de Orde van de Nederlandse Leeuw
- Officier in de Orde van Oranje-Nassau
- Grootofficier in de Orde van Sint-Sylvester

## Wetenswaardigheden
- Bogaardt werd een keer van school gestuurd omdat hij slaags was geraakt met de directeur.[2]
- Bogaardt had naast Bouwburgemeester de bijnaam Rozenburgemeester omdat hij in het openbare groen veel rozen liet aanplanten.[1]
- Bogaardt was een uitgesproken tegenstander van een gekozen burgemeester.[3]